# Serrasalmus spilopleura
Serrasalmus spilopleura es una especie de peces de la familia Characidae en el orden de los Characiformes.

## Morfología
Los machos pueden llegar alcanzar los 21 cm de longitud total.
- Número de  vértebras:35.[1]

## Hábitat
Vive en zonas de clima tropical entre 23 °C - 28 °C de temperatura.

## Distribución geográfica
Se encuentran en Sudamérica:  cuencas de los ríos Guaporé y  Paraná en la Argentina.